# سیارک ۱۱۶۸۵
سیارک ۱۱۶۸۵ (به انگلیسی: 11685 Adamcurry، نامگذاری:1998FW19) یازده هزار و ششصد و هشتاد و پنجمین سیارک کشف شده‌است که در ۲۰ مارس ۱۹۹۸ کشف شد.
قدر مطلق سیارک برابر ۱۴٫۸ است.